# Halte de Traou-Nez
Halte de Traou-Nez vasútállomás Franciaországban, Plourivo településen.

## Vasútvonalak
Az állomást az alábbi vasútvonalak érintik:
- Guingamp-Paimpol-vasútvonal

## Kapcsolódó állomások
A vasútállomáshoz az alábbi állomások vannak a legközelebb:
- Gare de Lancerf (Gare de Paimpol, Guingamp-Paimpol-vasútvonal)
- Halte de Frynaudour (Gare de Guingamp, Guingamp-Paimpol-vasútvonal)